# امراگاچهیا هوگالپاتی
امراگاچهیا هوگالپاتی (به لاتین: Amragachhia Hogalpati) یک منطقهٔ مسکونی در بنگلادش است که در استان باریسال واقع شده‌است.